# Nicolás Corvetto
Nicolás Corvett, född 15 mars 1986 i Coquimbo, är en chilensk fotbollsspelare från Huachipato.
Nicolás började spela fotboll i Coquimbo Unido, men efter ett par säsonger skrev han på för Audax Italiano. Efter framgångarna med det chilenska U23-laget väckte han intresse hos ett par utländska klubbar och hamnade slutligen i Udinese. I klubben fanns redan två andra chilenare: Alexis Sánchez och Mauricio Isla.